# Stade de Yanggakdo
Le stade de Yanggakdo (en coréen : 양각도축구경기장) est un stade nord-coréen de football, situé dans la capitale Pyongyang. 

## Histoire
Inauguré en 1989, c'est l'enceinte accueillant les rencontres à domicile des clubs de Pyongyang CSG et April 25 SG. Plus rarement, les équipes nationales masculines et féminines y disputent des matchs internationaux.
Ainsi, la Corée du Nord a disputé deux de ses trois matchs à domicile comptant pour les éliminatoires de la Coupe du monde 2014 au Brésil, face au Tadjikistan (match nul 1-1) et à l'Ouzbekistan (défaite 1-0, la dernière défaite des Nord-Coréens sur leur sol).